# خطوط عدم التمديد
في مجال الميكانيكا الحيوية، خطوط عدم التمديد هي خطوط افتراضية تمتد عبر جسم الإنسان والتي لا تسبب حركة الجسم على طولها أي تمدد أو انكماش. اكتشفها آرثر إيبرال أثناء عمله في بداية أربعينيات القرن العشرين، كجزء من البحث في تصميم بذلة الفضاء، وقد طوّرها بشكل أكبر دافا نيومان أثناء تطويره بذلة النشاط الفضائي.
عُيّنَت في الأصل بواسطة إيبيرال عن طريق رسم سلسلة من الدوائر على جزء من الجسم ثم مشاهدة تشوهاتها أثناء تجول مرتديها أو أداء مهام مختلفة. تتشوه الدوائر إلى قطع ناقصة حيث يمتد الجلد فوق العضلات المتحركة، وسُجّلَت هذه التشوهات. بعد عدد كبير من هذه القياسات، تُفحَص البيانات للعثور على جميع التشوهات المحتملة للدوائر، والأهم من ذلك، النقاط غير المتحركة عليها حيث تتقاطع الدائرة الأصلية والقطع الناقصة المشوهة (عند أربع نقاط لكل دائرة). من خلال تعيين هذه النقاط على الجسم بأكمله، تُنتَج سلسلة من الخطوط.
يمكن بعد ذلك استخدام هذه الخطوط لتوجيه وضع عناصر الشد في بذلة الفضاء لتمكين ضغط ثابت للبذلة بغض النظر عن حركة الجسم.